# 志願性醫院
志願性醫院（英語：Voluntary_hospital）是一種醫院類型，不同於政府經營的市立醫院和商業經營的私立醫院。早在18世紀開始，英國就陸陸續續建立志願性醫院，其後美國、愛爾蘭和澳洲也相繼成立志願性醫院。志願性醫院最初的資金來自公眾認購，同時志願性醫院也可以是慈善醫院。